# АХЕ (театр)
Инженерный театр АХЕ — авангардный театральный проект, возникший в Ленинграде в 1989 году.

## История
Инженерный театр АХЕ был создан в 1989 году участниками легендарного театра «ДА-НЕТ» Бориса Понизовского: Максимом Исаевым, Павлом Семченко и Вадимом Васильевым. Базируясь в известном арт-центре «Пушкинская, 10», участники группы, продолжали заниматься живописью, снимали кино, участвовали в различных показах и самое главное создавали во дворах, галереях, на лестницах и в мастерских неповторимые акции-перформансы, принесшие «АХЕ» известность и признание артистических кругов.
В середине 90-х годов коллектив покидает Вадим Васильев, а оставшиеся Павел Семченко и Максим Исаев начали всё больше использовать театральное пространство и законы театра. С этого времени группа «АХЕ» — постоянный участник театральных фестивалей по всему миру и партнёр по проектам многих российских (Слава Полунин, DEREVO, Формальный Театр, БДТ им. Товстоногова, Александринский театр) и зарубежных (Lantaaren (Голландия), Toihous (Австрия), Project Theatre (Германия), Kampnagel (Германия), Teatr KANA (Польша) и т. д.) коллективов.
Основой творческой деятельности группы являлись перформансы, вписанные в городское пространство Санкт-Петербурга, реализующие идеи Бориса Понизовского о визуальном театре, в котором главное — язык жестов, знаков, символов. С 1999 г. с приходом актрисы и режиссёра Яны Туминой группа приобретает постоянный состав и название Инженерный театр АХЕ.
Театр постоянно гастролирует в разных странах мира, регулярно принимает участие в многочисленных театральных фестивалях. Театр выступал в рамках Культурной Олимпиады 2010 в Ванкувере.
В 2017 году Инженерный театр АХЕ получил постоянную площадку «ПОРОХ», которая находится на территории Завода слоистых пластиков.
В июле 2022 года площадка «ПОРОХ» была закрыта.

## Театральный язык
В своих спектаклях Исаев и Семченко обращаются к архетипическим сюжетам („Sine loco“ — античный миф об Ариадне и Тесее, „Кабинет редкостей“ — легенда о сотворении мира, „Между двумя“ — Тибетская книга мертвых, „Господин Кармен“ — новелла П. Мериме, „Фауст в кубе. 2360 слов“, „Фауст. Сигнатура“ — легенда о докторе Фаусте), сюжетам классической литературы („Щедрин — хроники мертвых градоначальников“ по роману М. Салтыкова-Щедрина „История одного города“, „Пена дней“ по одноимённому роману Б. Виана, „Архив Макарии“ по роману И. Гёте „Годы странствий Вильгельма Майстера“ и др.), а также используют собственные художественные тексты и сценарии („Белая кабина“, „Пух и прах“, „Заполнение пробелов“, „Гобо. Цифровой глоссарий“, „Каталог героя“, сиюминутное кабаре „Глория транзит“).
АХЕ говорит со зрителем на метафорическом языке визуальных образов, апеллируя к ассоциативному восприятию. В основе метода Исаева и Семченко лежит импровизационное взаимодействие с предметом, переживающем различные метаморфозы. Через контакт с вещью осуществляется коммуникация героев друг с другом и с публикой. Процесс творения сценического микрокосма для участников Инженерного театра одновременно является и его результатом. Они стремятся убедить зрителя в подлинности создаваемого ими мира, мистифицируя окружающую реальность, показывая её потайные грани — незримые для обывателя, но доступные глазу художника.
Спектакли АХЕ, синтетически объединяющие в себе различные виды искусств, состоят из калейдоскопически сменяющихся комбинаций цвета, фактуры, формы, света, звука. Действие дробится на ряд взаимозаменяемых, самоценных эпизодов. Мобилен также и состав исполнителей — при неизменном участии Исаева и Семченко в спектаклях Инженерного театра могут быть задействованы актёры академических театров, балетные танцовщики, цирковые артисты, джазовые и электронные музыканты, художники.

## Критика
«Спектакли-перформансы АХЕ располагаются между практиками шаманизма и эстетическим театром. Имея свой совершенно определенный круг тем и образов, набор сценических ключей и иероглифов, ахейцы опытным путем подбирают ключи к разным дверям — нарушая привычное использование вещей, ломая религиозные, социальные и культурные стереотипы, Павел Семченко и Максим Исаев делают то, что Антонен Арто называл обращением к человеку тотальному.
В русском театре их деятельность сродни только футуристическим практикам начала века, а вот взаимодействие с европейским театром, как начала прошлого века, так и современным — самое тесное. Западная критика подобный тип театра называет „театром образов“, „театром художника“, „новой зрелищностью“, „медиатеатром“. В российских фестивалях АХЕ всегда участвуют в номинации „эксперимент“. Это соответствует духу Инженерного театра: имея в активе себя, нехитрый набор предметов и „низких“ материалов, они каждый раз создают территорию эксперимента для всех участников.» Ольга Ковлакова
«Спектакли АХЕ сродни инсталляции, в которой художественный образ рождается из комбинации „готовых“ вещей, изъятых из привычного контекста, однако коренное отличие заключается в том, что для Инженерного театра процесс создания спектакля одновременно является и его результатом. Творимый на протяжении действия сценический микрокосм (как и в работах Крымова и Александра Шишкина), подобно буддийской мандале, к финалу непременно оказывается уничтожен, чтобы затем быть воссозданным вновь. Без эсхатологических стихийных бедствий — взрывов, пожаров, потопов — не обходится практически ни один спектакль Инженерного театра. В постановках АХЕ отношения героев с пространством и вещью преимущественно конфликты. Окружающий мир чаще оказывается враждебен, чем дружелюбен: герои с детским любопытством, через игру и общение с населяющими этот мир вещами, пытаются постичь законы, по которым он существует.» Анастасия Трушина

## Площадки

### «Антресоль»
С 2006 по 2009 гг. домашней площадкой театра АХЕ был Актёрский клуб «Антресоль» (на Малом проспекте В. О., 49). Одно из немногих пространств Петербурга, где можно было увидеть современный европейский театр.

### «ПОРОХ»
С апреля 2017 года по июль 2022 гг. домашней площадкой театра АХЕ было Место Радикального Высказывания «ПОРОХ» (Санкт-Петербург, Шоссе Революции, 84).

## Труппа театра
- Максим Исаев
- Павел Семченко
- Ник Хамов
- Денис Антонов
- Вадим Гололобов
- Мария Тавапова
- Андрей Сизинцев

## Участники проектов АХЕ
- Алиса Олейник
- Яна Тумина
- Гала Самойлова
- Наталья Шамина
- Илона Макарова
- Барбара Зайферт
- Максим Диденко
- Олег Михайлов
- Игорь Устинович
- Александр Кошкидько
- Валерий Кефт

## Репертуар
- Икар (2023)[8]
- Дедал (2022)[9]
- Бедный, Бедный Гамлет (2020)[10]
- FAUST. LABOR (2019)[11]
- ПРА РАБЛЕ (2019)[12][13][14]
- Утопия (2019)
- Фауст 3.0 (2018)[15]
- Демократия (2017)
- Диктатура (2018)
- Кабинет Редкостей (2017)
- Plug-n-Play-2 (2017)
- Планетарная фуга (2016)
- Пена Дней (2015)
- Щедрин. Хроника мёртвых градоначальников (2015)
- Между Двумя (цикл начат в 2014 году)
- Полихром (2014)
- Монохром (2014)
- «ВЫБОР» ИЛИ «САМАЯ ЛУЧШАЯ МИНУТА» (2013)
- СЛЕПАЯ СОВА(2012)
- ДЕПО ГЕНИАЛЬНЫХ ЗАБЛУЖДЕНИЙ(2012)
- Заполнение Пробелов (2011)
- СЕРЕДИНА ЧЕРНОГО(2009)
- Глория Транзит (2008)
- Гобо. Цифровой Глоссарий (2007)
- Каталог Героя (2007)
- ФАУСТ В КУБЕ. СИГНАТУРА(2006)
- ФАУСТ³.2360 СЛОВ(2005)
- ПЛАГ И ПЛЭЙ(2002)
- Господин Кармен (2003)
- Мокрая Свадьба (2001)
- SINE LOCO (2001)
- Белая Кабина (1996)
- Пух и Прах (1996)

## Проекты
1988 — 1990
- «Группа-группа» — Перформанс на пляже Петропавловской крепости. При участии: Максима Исаева, Павла Семченко, Вадима Васильева, Яны Туминой, Ксении Раппопорт, Андрея Могучего, Сергея Гогуна, Вячеслава Вахрушева, Натальи Федченко, Галины Викулиной, Елены Вензель и др. (Ленинград | 1989)

1991 — 2000
- «ЧЕХОВ ДВЕНАДЦАТЬ ЧАЙКА» — серия перформансов (СПб-Дрезден | 1991-1997)
- «Серая зона» — участие в проекте театра «DEREVO» (Дрезден | 1996)
- «AXE PLATTFORM» — серия перформансов (Дрезден | 1997)
- «DE PROFUNDIS» — серия перформансов (СПб | 1998-2000)
- «GRUNE GANS» — спектакль (Зальцбург | 2000)
- «Зеленый Гусь» — постановка спектакля для театра Toihous (Австрия | 2000)
- «60 минут» — проект для культурной столицы Европы (Хельсинки | 2000)

2001 — 2010
- Балет Зегед — проект для фестиваля Маска (Венгрия | 2001)
- «SINE LOCO» — совместный проект с немецкими актёрами для фестиваля ARENA (Германия | 2001)
- «Первый Ряд» — русская программа 2002 г. в «Киасма», театр и музей, выставка и спектакли. (Финляндия | 2002)
- «История Одной Матери» — постановка спектакля для театра Toihous (Австрия | 2002)
- «Tawny» — на Пражском Квадриеналле, Выставка Театрального дизайна (Прага | 2003 www.pq.cz)
- «Полифония мира» — участие в постановке К.Гинкаса на музыку Э.Бакши (СПб | 2005)
- «Фауст. Сигнатура» — совместная постановка с театром Линия де Собра (Мехико | 2006)
- «Солесомбра» — постановка для Театра Сатиры на Васильевском (СПб | 2007)[16]
- «Wheel of Power» — совместный проект с театром «DEREVO» (Манхейм | 2007)
- «WindRose» — совместный проект с театром «DEREVO»(Дрезден | 2008)
- «Maria de Buenos Aires» — совместный проект с театром «Ди Капуа»(СПб | 2008)
- «Лабиринт» — проект для фестиваля Open Cinema на пляже Петропавловской крепости (СПб | 2008)
- «Орфей» — совместный проект с театром KLIPA (Тель-Авив | 2008)
- «Медея» — совместный проект с театром «Ди Капуа»(СПб | 2008)[17]
- «Середина чёрного» — спектакль (СПб | 2009)
- «Конёк-горбунок» — балет Мариинского театра участии в качестве художника постановщика Максима Исаева (СПб | 2009)[18]
- «День Рождения» — совместный перформанс с театро ДАХ на открытии в Киеве ГОГОЛЬФЕСТА (Киев | 2009)[19]
- «Натура МОРТЕ» — совместный проект с театром «DEREVO» для «ARCHES» (Глазго — Шотландия | 2009)
- «Генри Блаубарт, материалы дела» — Участие в постановке оперы Владимира Раннева в Планетарии (СПб | 2009)
- «720 лун» — Участие в проекте Славы Полунина (Франция | 2010)[20]

2011 — 2020
- «ПОХИЩЕНИЕ ЕВРОПЫ» — совместный проект с факультетом кукольного театра Университета города Турку (Турку-Финляндия | 2011)
- «Midwhite» — совместный проект с театром «DEREVO» (Дрезден — Берлин — Познань| 2013)
- «What She does» — совместный проект мексиканским хореографом Кристиной Мальдонадо (СПб | 2014)
- «ФАБУЛОМАХИЯ» — совместный проект с Большим театром кукол (СПб | 2013-2014)
- «Бардо Тодол» — совместный проект с Большим Драматическим Театром им. Товстоногова (СПб | 2014)
- «КОНАРМИЯ» — участие в проекте для Московского художественного академического театра, курс Брусникина (СПб | 2014)[21]
- «Маленькие трагедии» — участие в проекте для Омского театра Ермолаевой (СПб-Омск | 2014)
- «Мера Тел» — совместный проект с театрм «Провинциальные танцы» (СПб | 2014)
- «Zомби-Zомби-Zомби» — участие в проекте для ДК им. Горького (СПб | 2015)
- «Деконструкция» — уличный перфоманс в рамках сноса старого здания Центра Современного Искусства имени Сергея Анатольевича Курехина (СПб | 2016)[22][23]
- «Картотека» — совместный проект с польским Театром CINEMA (СПб | 2016)[24]
- «ПОБЕДА НАД СОЛНЦЕМ» — прочтение футуристической провокационной оперы на фестивале «VOLKOV MANIFEST 2018» (СПб-Москва | 2018)
- «Байконур» — совместный проект с алма-атинским театром ARTиШОК (Казахстан | 2018)[25]
- «Лестница Существ» — уличный перфоманс в день рождения легендарной «Пушкинской, 10» (СПб | 2018)
- «Фауст 3.2 LABOR» — инсталляция с элементами перформанса для пятого международного фестиваля «Ночь света» (Гатчина | 2018)
- «ReWIND Perspective» — уличный перфоманс в рамках фестиваля FUTUREPROOF (Абердин-Шотландия | 2018)[26]
- «Валы и Оси» (СПб | 2020)

2021 — Н.В.
- Театральная лаборатория Инженерного театра АХЕ — «ПОРОХ» (СПб | 2021)[27]
- «ПРОТОФАУСТ»  — спектакль-инсталляция в рамках фестиваля «Дягилев. P.S.»  (СПб| 2021)[28]
- «МЫШЬ ШРЕДИНГЕРА» — спектакль (СПб | 2022)
- «СОБСТВЕННОРУЧНОЕ ПОСМЕРТНОЕ СОЧИНЕНИЕ ДОКТОРА ИОГАННА ФАУСТА. 2411 СЛОВ»  Мульти жанровая встреча в пространстве выставки «Пять искушений Иоганна Фауста»  (СПб| 2022)[29]
- «Про того Fауста» Мульти жанровая встреча в пространстве выставки «Пять искушений Иоганна Фауста»  (СПб| 2022)[29]

## Награды
- 1997: Приз критиков за лучший спектакль «Белая Кабина» на фестивале УНИДРАМ (Германия)
- 2000: Приз жюри на фестивале АРЕНА (Германия) за спектакль «Белая Кабина».
- 2001: Приз жюри и публики за спектакль «SINE LOCO» на фестивале АРЕНА.
- 2002: Диплом за лучший спектакль «Белая Кабина» на фестивале в Бело-Хоризонте (Бразилия).
- 2003: Премия «Новация» на фестивале «Золотая Маска» за спектакль «SINE LOCO». Санкт-Петербург[30].
- 2003: Премия «Fringe First» и премия «Total Theatre Award» на фестивале ФРИНДЖ (Эдинбург) за спектакль «Белая Кабина».
- 2004: Гран-приз жюри на Фестивале Мимос в Перигю (Франция) за спектакли «Белая Кабина» и «Господин Карме».
- 2015: Приз жюри на фестивале Lalka Też Człowiek в г. Варшава (Польша).
- 2020: Премия "Прорыв" Нику Хамову  в номинации «лучший художник» – за создание сценографии и кинематов к спектаклю «FAUST. LABOR»[31]
- 2022: Премия «Золотая маска» в номинации КУКЛЫ/РАБОТА РЕЖИССЕРА за спектакль «Сказка о золотом петушке», театр «Karlsson Haus». Санкт-Петербург[32].